# Norwegische Nordische Junioren-Skimeisterschaft 2012

Norges Skiforbund

Die Norwegische Nordische Junioren-Skimeisterschaft 2012 (norwegisch Junior-NM i langrenn 2012) fand vom 16. bis 18. März 2012 am Holmenkollen in Oslo und vom 23. bis 25. März 2012 in Fauske statt. Ausgetragen wurden sie von den lokalen Skivereinen, Skiforeningen Oslo und Fauske IL und dem Norges Skiforbund, dem Norwegischen Skiverband. Ausgetragen wurden ausschließlich Meisterschaften im Skilanglauf in den drei Altersklassen (AK) 17, 18 und 19/20. In den beiden Staffelrennen traten altersklassengemischte Teams an.

## Männer

### 10 km Klassisch AK 17
| Platz | Sportler              | Verein         | Zeit    |
| ----- | --------------------- | -------------- | ------- |
| 1     | Aksel Rosenvinge      | Oseberg Skilag | 26:33,0 |
| 2     | Gaute Kvåle           | HSG/Røldal IL  | + 1,0   |
| 3     | Eirik Sverdrup Augdal | Haugsbygd IF   | + 6,0   |
| 4     | Torgeir Sulen Hovland | Medkila SL     | + 8,0   |
| 5     | Kristian Græsli       | Hamar SK       | + 25,2  |
| 6     | Eirik Mikkelsen       | MVS/Medkila SL | + 45,6  |
| 7     | Lars Gunnar Skjevdal  | Røros IL       | + 47,0  |
| 8     | Ole Jørgen Bruvoll    | Lierne IL      | + 50,8  |

Datum: 16. März 2012

### 10 km Freistil AK 17
| Platz | Sportler              | Verein           | Zeit     |
| ----- | --------------------- | ---------------- | -------- |
| 1     | Eirik Sverdrup Augdal | Haugsbygd IF     | 24:21,3  |
| 2     | Kristian Græsli       | Hamar SK         | + 42,9   |
| 3     | Sindre Folkvord       | HSG/Sandnes IL   | + 44,3   |
| 4     | Ole Jørgen Bruvoll    | Lierne IL        | + 1:03,9 |
| 5     | Lars Gunnar Skjevdal  | Røros IL         | + 1:05,5 |
| 6     | Thomas Ekren          | NTG-L/ Melhus IL | + 1:24,1 |
| 7     | Sivert Halfdan Bergan | Larvik Ski       | + 1:27,0 |
| 8     | Audun Erikstad        | Vadsø SK         | + 1:30,3 |

Datum: 17. März 2012

### Sprint AK 17
| Platz | Sportler              | Verein                          | Zeit |
| ----- | --------------------- | ------------------------------- | ---- |
| 1     | Thomas Ekren          | NTG-L/Melhus IL                 | ?    |
| 2     | Martin Thon           | NTG-L/Skiptvet IL               | ?    |
| 3     | Fredrik Riseth        | Byåsen IL                       | ?    |
| 4     | Torgeir Sulen Hovland | Medkila SL                      | ?    |
| 5     | Aksel Rosenvinge      | Oseberg Skilag                  | ?    |
| 6     | Erling Tofte          | Lillehammer Skiklub             | ?    |
| 7     | Audun Erikstad        | Vadsø Skiklubb                  | ?    |
| 8     | Tormod Stikbakke      | Østre Toten Skilag/Gjøvik/Toten | ?    |

Datum: 31. März 2012

### 15 km Klassisch AK 18
| Platz | Sportler                   | Verein                  | Zeit     |
| ----- | -------------------------- | ----------------------- | -------- |
| 1     | Petter Reistad             | Bærums Verk IF          | 40:37,7  |
| 2     | Vebjørn Turtveit           | Voss IL / Vossalangrenn | + 18,5   |
| 3     | Borger Christopher Melsom  | Fossum IF               | + 21,1   |
| 4     | Chrisander Skjønberg Holth | NTG-G/ IF Birkebeineren | + 37,5   |
| 5     | Gjøran Tefre               | NTG-G/ Førde IL         | + 38,1   |
| 6     | Eivind Krane Heimdal       | Bardu IL                | + 1:09,3 |
| 7     | Joakim Alfsvåg Hjeldnes    | Klæbu IL                | + 1:34,9 |
| 8     | Eivind Romberg Kvaale      | Høydalsmo IL            | + 1:48,0 |

Datum: 16. März 2012

### 10 km Freistil AK 18
| Platz | Sportler             | Verein                  | Zeit    |
| ----- | -------------------- | ----------------------- | ------- |
| 1     | Vebjørn Turtveit     | Voss IL / Vossalangrenn | 25:19,0 |
| 2     | Magne Haga           | Åsen IL                 | + 0,9   |
| 3     | Eivind Krane Heimdal | Bardu IL                | + 3,6   |
| 4     | Johan Hoel           | Åsen IL                 | + 9,4   |
| 5     | Gjøran Tefre         | NTG-G/ Førde IL         | + 12,4  |
| 6     | Petter Reistad       | Bærums Verk IF          | + 16,4  |
| 7     | Severin Lilleberg    | Byåsen IL               | + 30,2  |
| 8     | Eivind Romberg       | Høydalsmo IL            | + 35,2  |

Datum: 17. März 2012

### Sprint AK 18
| Platz | Sportler                   | Verein                 | Zeit |
| ----- | -------------------------- | ---------------------- | ---- |
| 1     | Kasper Stadaas             | IL Heming/Team Kollen  | ?    |
| 2     | Magne Haga                 | Åsen IL                | ?    |
| 3     | Gjøran Tefre               | NTG-G/Førde IL         | ?    |
| 4     | Andreas Molden             | Nes Ski                | ?    |
| 5     | Vebjørn Turtveit           | Voss IL/Vossalangrenn  | ?    |
| 6     | Chrisander Skjønberg Holth | NTG-G/IF Birkebeineren | ?    |
| 7     | Erik Lippestad Thorstensen | Bærums Verk IF         | ?    |
| 8     | Simen Midttun              | Byneset IL             | ?    |

Datum: 31. März 2012

### 20 km Klassisch AK 19/20
| Platz | Sportler                   | Verein                            | Zeit     |
| ----- | -------------------------- | --------------------------------- | -------- |
| 1     | Håvard Solås Taugbøl       | Lillehammer Skiklub / Team Birken | 54:37,7  |
| 2     | Erlend Moian Nydal         | Njård / Team Kollen               | + 49,5   |
| 3     | Vetle Sjåstad Christiansen | Geilo IL                          | + 1:05,5 |
| 4     | Ole Anders Hattestad       | NTG-L/ Lillehammer Skiklub        | + 1:29,3 |
| 5     | Sindre Høgset              | HSG/ Vinje IL                     | + 2:13,7 |
| 6     | Sondre Engan               | Strindheim IL                     | + 2:13,8 |
| 7     | Andrew Young               | NTG-G/ Geilo IL                   | + 2:25,5 |
| 8     | Fredrik Schwencke          | Lyn Ski / Team Kollen             | + 2:34,1 |

Datum: 16. März 2012

### 10 km Freistil AK 19/20
| Platz | Sportler               | Verein                            | Zeit     |
| ----- | ---------------------- | --------------------------------- | -------- |
| 1     | Johannes Thingnes Bø   | Markane IL                        | 24:38,3  |
| 2     | Sindre Bjørnestad Skar | Bærums Verk IF                    | + 30,7   |
| 3     | Håvard Solås Taugbøl   | Lillehammer Skiklub / Team Birken | + 40,3   |
| 4     | Mathias Borgnes        | Heming, IL – Ski / Team Kollen    | + 46,3   |
| 5     | Simen Hegstad Krüger   | Lyn Ski / Team Kollen             | + 49,5   |
| 6     | Hallvard Løfald        | MVS/ Rindals-Troll, IK            | + 58,9   |
| 7     | Sondre Engan           | Strindheim IL                     | + 1:00,2 |
| 8     | Jørgen Grav            | Heming, IL – Ski / Team Kollen    | + 1:02,4 |

Datum: 17. März 2012

### Sprint AK 19/20
| Platz | Sportler                  | Verein                          | Zeit |
| ----- | ------------------------- | ------------------------------- | ---- |
| 1     | Vegard Bjerkreim Nilsen   | NTG-L/Lillehammer Skiklub       | ?    |
| 2     | Sindre Bjørnestad Skar    | Bærums Verk IF                  | ?    |
| 3     | Ole Anders Hattestad      | NTG-L/Lillehammer Skiklub       | ?    |
| 4     | Markus Johansen Westgaard | Trøsken IL                      | ?    |
| 5     | Sondre Turvoll Fossli     | Hokksund IL                     | ?    |
| 6     | Dag Frode Trollebø        | Njård/Team Kollen               | ?    |
| 7     | Håvard Solås Taugbøl      | Lillehammer Skiklub/Team Birken | ?    |
| 8     | Petter Rinde Øverland     | Sannidal IL                     | ?    |

Datum: 31. März 2012

### Staffel 4 × 5 km
| Platz | Sportler                                                                         | Verein             | Zeit    |
| ----- | -------------------------------------------------------------------------------- | ------------------ | ------- |
| 1     | Mats Bjørnar Leirdal Gjøran Tefre Håvard Bogetveit Johannes Thingnes Bø          | Sogn og Fjordane I | 40:50,2 |
| 2     | Petter Reistad Magne Haga Martin Løwstrøm Nyenget Sindre Bjørnestad Skar         | Akershus I         | 41:20,5 |
| 3     | Vegard Bjerkreim Nilsen Even Sæteren Hippe Erik Hoffsbakken Håvard Solås Taugbøl | Oppland I          | 41:25,2 |
| 4     | Fredrik Schwencke Jørgen Grav Simen Hegstad Krüger Mathias Borgnes               | Oslo I             | 41:36,8 |
| 5     | Håvard Nymoen Tore Leren Torstein Vestli Kristian Græsli                         | Hedmark I          | 41:37,5 |
| 6     | Erlend Moian Nydal Dag Frode Trollebø Lars Maukon Muren Kasper Stadaas           | Oslo I             | 41:44,8 |

Datum: 18. März 2012

## Frauen

### 7,5 km Klassisch AK 17
| Platz | Sportler            | Verein                         | Zeit    |
| ----- | ------------------- | ------------------------------ | ------- |
| 1     | Lovise Heimdal      | NNS/ Bardu IL                  | 20:19,5 |
| 2     | Mille Bøhm Syversen | NTG-G/ Bækkelagets SK          | + 0,6   |
| 3     | Inger Bonden        | Sande Sportsklubb              | + 14,7  |
| 4     | Anna Emilie Kant    | NTG-L/ Hernes IL               | + 18,1  |
| 5     | Lisa Kvamme         | NTG-L/ Vegårshei IL            | + 29,1  |
| 6     | Karoline Wollan     | Byåsen IL                      | + 38,4  |
| 7     | Selma Ahlsand       | Kjelsås IL – ski / Team Kollen | + 48,1  |
| 8     | Ingvild Øye         | Hovdebygda IL                  | + 54,2  |

Datum: 16. März 2012

### 5 km Freistil AK 17
| Platz | Sportler             | Verein                         | Zeit    |
| ----- | -------------------- | ------------------------------ | ------- |
| 1     | Lisa Kvamme          | NTG-L/ Vegårshei IL            | 13:12,6 |
| 2     | Inger Bonden         | Sande Sportsklubb              | + 10,4  |
| 3     | Ane Blomseth Johnsen | Ås IL                          | + 13,8  |
| 4     | Lovise Heimdal       | NNS/ Bardu IL                  | + 15,7  |
| 5     | Selma Ahlsand        | Kjelsås IL – ski / Team Kollen | + 18,4  |
| 6     | Magni Smedås         | MVS/ Nansen, IL                | + 29,4  |
| 7     | Anna Emilie Kant     | NTG-L/ Hernes IL               | + 30,7  |
| 8     | Ingvild Øye          | Hovdebygda IL                  | + 36,4  |

Datum: 17. März 2012

### Sprint AK 17
| Platz | Sportler            | Verein                            | Zeit |
| ----- | ------------------- | --------------------------------- | ---- |
| 1     | Rikke Bergsvand     | IL Heming\Team Kollen             | ?    |
| 2     | Anna Emilie Kant    | NTG-L/Hernes IL                   | ?    |
| 3     | Christina Rolandsen | Fauske IL Allianse                | ?    |
| 4     | Hege Snortheimsmoen | Vestre Slidre IL/Team Valdres Ski | ?    |
| 5     | Selma Ahlsand       | Kjelsås IL/Team Kollen            | ?    |
| 6     | Inger Bonden        | Sande Sportsklubb                 | ?    |
| 7     | Anne Vatnedalen     | HSG/Bykle IL                      | ?    |
| 8     | Karoline Wollan     | Byåsen IL                         | ?    |

Datum: 31. März 2012

### 10 km Klassisch AK 18
| Platz | Sportler                     | Verein                     | Zeit     |
| ----- | ---------------------------- | -------------------------- | -------- |
| 1     | Linn Eriksen                 | IL Heming – Ski            | 28:59,8  |
| 2     | Silje Theodorsen             | Kvaløysletta Skilag        | + 28,7   |
| 3     | Eirin Christina Roland Udnæs | NTG-L/ Lillehammer Skiklub | + 1:02,1 |
| 4     | Thea Krokan Murud            | NTG-L/ Roterud IL          | + 1:21,8 |
| 5     | Marte Jensen                 | HSG/ IL Runar              | + 1:39,1 |
| 6     | Ine Løvlien                  | Kirkenes & Omegn SK        | + 1:50,4 |
| 7     | Ingeranne Strøm Nakstad      | Byaasen Skiklub            | + 2:08,6 |
| 8     | Hege Langmo                  | Ålen IL                    | + 2:19,0 |

Datum: 16. März 2012

### 5 km Freistil AK 18
| Platz | Sportler                    | Verein                         | Zeit     |
| ----- | --------------------------- | ------------------------------ | -------- |
| 1     | Silje Theodorsen            | Kvaløysletta Skilag            | 13:02,5  |
| 2     | Linn Eriksen                | IL Heming – Ski                | + 12,4   |
| 3     | Thea Krokan Murud           | NTG-L/ Roterud IL              | + 21,1   |
| 4     | Julie Vollum Bø             | NTG-L/ Lillehammer Skiklub     | + 53,5   |
| 5     | Mari Støen Gussiås          | NTG-L/ Molde og Omegn IF – Ski | + 53,8   |
| 6     | Siri Sandsengen             | Rogne IL / Team Valdres Ski    | + 58,3   |
| 7     | Ida Marie Strømseng Eriksen | Tromsø SK – Langrenn           | + 1:02,7 |
| 8     | Hege Djukastein             | Bulken IL / Vossalangrenn      | + 1:06,2 |

Datum: 17. März 2012

### Sprint AK 18
| Platz | Sportler             | Verein                    | Zeit |
| ----- | -------------------- | ------------------------- | ---- |
| 1     | Anikken Gjerde Alnæs | NTG-L/Gjerdrum IL         | ?    |
| 2     | Silje Theodorsen     | Kvaløysletta Skilag       | ?    |
| 3     | Thea Krokan Murud    | NTG-L/Roterud IL          | ?    |
| 4     | Hege Djukastein      | Bulken IL\Vossalangrenn   | ?    |
| 5     | Linn Eriksen         | IL Heming                 | ?    |
| 6     | Ine Løvlien          | Kirkenes & Omegn Skiklubb | ?    |
| 7     | Mia Govasmark        | Steinkjer Skiklubb        | ?    |
| 8     | Emilie Slåtto Gomnes | IL Holeværingen           | ?    |

Datum: 31. März 2012

### 15 km Klassisch AK 19/20
| Platz | Sportler                | Verein               | Zeit     |
| ----- | ----------------------- | -------------------- | -------- |
| 1     | Trude Nonstad Fornes    | Ranheim SK           | 45:29,3  |
| 2     | Anne-Tine Markset       | Bul IL               | + 36,2   |
| 3     | Emilie Fleten           | Gol IL               | + 42,7   |
| 4     | Hilde Losgård Landheim  | Tynset IF            | + 50,4   |
| 5     | Anne Kjersti Kalvå      | Lundamo IL           | + 1:20,6 |
| 6     | Britt Thorshaug Granrud | Rendalen IL          | + 2:05,9 |
| 7     | Merete Myrseth          | MVS/ Øverbygd IL     | + 2:10,3 |
| 8     | Sigrid Nordgården       | NTG-L/ Vestringen IL | + 2:22,6 |

Datum: 16. März 2012

### 5 km Freistil AK 19/20
| Platz | Sportler                   | Verein                | Zeit    |
| ----- | -------------------------- | --------------------- | ------- |
| 1     | Anne Kjersti Kalvå         | Lundamo IL            | 13:20,7 |
| 2     | Emilie Fleten              | Gol IL                | + 13,8  |
| 3     | Anne-Tine Markset          | Bul IL                | + 18,9  |
| 4     | Frida Strand Kristoffersen | Tromsø SK – Langrenn  | + 22,6  |
| 5     | Marit Robertsen            | Kvaløysletta Skilag   | + 26,4  |
| 6     | Rikke Andersen             | Asker SK              | + 27,0  |
| 7     | Sylvia Thorson Nordskar    | NTG-L/ Bærums Verk IF | + 27,9  |
| 8     | Hilde Fenne                | Bjørgum IL            | + 31,8  |

Datum: 17. März 2012

### Sprint AK 19/20
| Platz | Sportler                | Verein              | Zeit |
| ----- | ----------------------- | ------------------- | ---- |
| 1     | Barbro Kvåle            | Brandbu IF          | ?    |
| 2     | Britt Thorshaug Granrud | Rendalen IL         | ?    |
| 3     | Hilde Losgård Landheim  | Tynset IF           | ?    |
| 4     | Anne Kjersti Kalvå      | Lundamo IL          | ?    |
| 5     | Sigrid Nordgården       | NTG-L/Vestringen IL | ?    |
| 6     | Agnes Karlseng          | Lyn Ski/Team Kollen | ?    |
| 7     | Martine Ranum Lehn      | Byaasen Skiklub     | ?    |
| 8     | Anne-Tine Markset       | IL i BUL            | ?    |

Datum: 31. März 2012

### 4 × 3,75 km Staffel
| Platz | Sportler                                                                                     | Mannschaft | Zeit    |
| ----- | -------------------------------------------------------------------------------------------- | ---------- | ------- |
| 1     | Marit Robertsen Frida Strand Kristoffersen Lovice Heimdal Silje Theodorsen                   | Troms I    | 32:23,5 |
| 2     | Mille Bøhm Syversen Selma Ahlsand Linn Eriksen Anne-Tine Markset                             | Oslo I     | 32:24,8 |
| 3     | Barbro Kvåle Siri Sandsengen Julie Vollum Bø Thea Krokan Murud                               | Oppland I  | 32:25,7 |
| 4     | Sylvia Thorson Nordskar Ane Blomseth Johnsen Ingeborg Treu Røe Anikken Gjerde Alnæs          | Akershus I | 32:30,8 |
| 5     | Britt Thorshaug Granrud Hilde Losgård Landheim Ragnhild Hafsahl Karset Kine Hagelund Svendby | Hedmark I  | 33:03,4 |
| 6     | Emilie Slåtto Gomnes Marte Mestvedthagen Emilie Fleten Maren Aasheim                         | Buskerud I | 33:22,6 |

Datum: 18. März 2012